# Петропавловка (Стерлітамацький район)
Петропа́вловка (рос. Петропавловка, башк. Петропавловка) — присілок у складі Стерлітамацького району Башкортостану, Росія. Входить до складу Буріказгановської сільської ради.
Населення — 12 осіб (2010; 9 в 2002).
Національний склад:
- росіяни — 78%